# Red Moon in Venus
Red Moon in Venus (en español: Luna roja en Venus) es el tercer álbum de estudio de la cantante estadounidense Kali Uchis. Fue publicado el 3 de marzo de 2023 a través de los sellos discográficos EMI y Geffen. Contiene las colaboraciones de Omar Apollo, Don Toliver y Summer Walker.
El material debutó en el top 10 de las listas Billboard 200 y Top R&B/Hip-Hop Albums de la revista Billboard, registrando ventas equivalentes sobre 55 000 copias.

## Antecedentes
El 11 de enero de 2022, la cantante anunciaba a través de su cuenta de Twitter que estaba terminando los detalles para su tercer álbum de estudio, además de confirmar su participación en la gira Call Me If You Get Lost de Tyler, The Creator, esto para el tramo de Norteamérica. Durante una aparición suya en los Latin AMA, le reveló a Billboard que tenía preparado dos álbumes, uno en inglés y otro en español. A finales de año, Uchis confirmaba a través de sus redes sociales haber entregado el nuevo álbum a sus sellos discográficos.

## Concepto
Tres días después de presentar el primer sencillo «I Wish You Roses», Uchis anunciaba detalles del nuevo material, expresando en un comunicado: “sólo quiero mostrar todos los aspectos distintos míos y que soy multidimensional en cuanto se trata de mi música, mi estilo, mi todo”. Una vez publicado el álbum, detalla que el concepto fue inspirado en “como algunos astrólogos creen que la Luna Roja puede descontrolar tus emociones, y me pareció que representaba mejor este trabajo”.

## Lista de canciones
| N.º   | Título                             | Productor(es)                                          | Duración |  |
| 1.    | «In My Garden...»                  | Kali Uchis                                             | 0:25     |  |
| 2.    | «I Wish You Roses»                 | Josh Crocker · Dylan Wiggins                           | 3:39     |  |
| 3.    | «Worth the Wait» (con Omar Apollo) | J.LBS · Vicky Nguyen · Apollo                          | 2:30     |  |
| 4.    | «Love Between...»                  | Crocker                                                | 2:35     |  |
| 5.    | «All Mine»                         | Grades · Al Shux                                       | 3:29     |  |
| 6.    | «Fantasy» (con Don Toliver)        | Jahaan Sweet · P2J                                     | 2:58     |  |
| 7.    | «Como te quiero yo»                | Manuel Lara · Albert Hype                              | 2:14     |  |
| 8.    | «Hasta cuando»                     | Lara · Albert Hype                                     | 2:09     |  |
| 9.    | «Endlessly»                        | Darkchild · Toneworld                                  | 2:35     |  |
| 10.   | «Moral Conscience»                 | Wiggins                                                | 3:32     |  |
| 11.   | «Not Too Late (Interlude)»         | Clairmont the Second                                   | 2:35     |  |
| 12.   | «Blue»                             | Crocker · Yussef Dayes                                 | 3:12     |  |
| 13.   | «Deserve Me» (con Summer Walker)   | WondaGurl · Aaron Paris · Chris LaRocca · WahWah James | 4:25     |  |
| 14.   | «Moonlight»                        | Cashmere Cat · Benny Blanco · Leon Michels             | 3:07     |  |
| 15.   | «Happy Now»                        | Sounwave · DJ Khalil · Mndsgn                          | 3:49     |  |
| 43:14 |                                    |                                                        |          |  |

Notas
- «Como te quiero yo» aparece en las ediciones de vinilo como «Amanecer».

## Posicionamiento en listas
| Listas (2023)                           | Mejor posición |
| --------------------------------------- | -------------- |
| Bélgica (Ultratop Flandes)              | 70             |
| Bélgica (Ultratop Wallonia)             | 99             |
| Canadá (Canadian Albums Chart)          | 34             |
| Escocia (Scottish Albums)               | 47             |
| España (Top 100 Álbumes)                | 35             |
| Estados Unidos (Billboard 200)          | 4              |
| Estados Unidos (Top R&B/Hip-Hop Albums) | 2              |
| Francia (SNEP)                          | 90             |
| Lituania (AGATA)                        | 53             |
| Países Bajos (Album Top 100)            | 53             |
| Reino Unido (UK Albums)                 | 52             |
| Reino Unido (UK Hip Hop and R&B Albums) | 4              |
| Suiza (Schweizer Hitparade)             | 29             |

| Listas (2023)                           | Posición |
| --------------------------------------- | -------- |
| Estados Unidos (Billboard 200)          | 149      |
| Estados Unidos (Top R&B/Hip-Hop Albums) | 59       |

## Certificaciones
| País (Certificador) | Certificación | Ventas certificadas |
| --- | ------------- | ------------------- |
| Estados Unidos (RIAA) | Oro           | 500 000*            |
| ^cifras de envíos basadas únicamente en la certificación xcifras no especificadas basadas únicamente en la certificación |               |                     |